# Goran Marković
Goran Marković (Горан Марковић, ˌɡǒran ˈmaːrkoʋit͜ɕ) (nascut el 24 d'agost de 1946) és un director de cinema i teatre, guionista, escriptor i dramaturg serbi. Ha dirigit aproximadament 50 documentals, 13 llargmetratges i 3 obres de teatre. També ha escrit cinc llibres.
Marković és un dels pocs directors de l'antiga Iugoslàvia a qui s'acredita la popularització de les pel·lícules iugoslaves, a més d'aconseguir l'èxit nacional i internacional.

## Carrera
Marković va néixer a Belgrad, fill de Rade i Olivera Marković, tots dos actors serbis establerts. Va acabar el 5è Gymnasium de Belgrad abans d'assistir a l'FAMU a l'Acadèmia d'Arts Escèniques de Praga.
Marković és el guanyador de més de 30 premis iugoslaus, serbis i internacionals de cinema i teatre, el més significatiu d'ells són dos premis del festival "Zlatna arena" de Pula, un premi al millor director al Festival Internacional de Cinema de Sant Sebastià per la pel·lícula Tito i ja, Gran Premi d'Amèrica al Festival Internacional de Cinema de Mont-real per la pel·lícula
Kordon i Premi Sterija al millor text de drama modern per a l'obra de teatre "Tourneka". La versió cinematogràfica de Tourneja va guanyar tant el premi a la "Millor pel·lícula" com al "Millor guió" al Festival de Cinema Europeu de 2009 a Kíiv així com el premi al millor director i el premi Fipresci al Festival de Mont-real.
Opositor constant al govern de Slobodan Milošević, Marković va expressar la seva posició política en tres pel·lícules documentals posteriors a 1995 produïdes o coproduïdes amb Radio B92: Poludeli ljudi (1997), Nevazni junaci (2000) i Serbie, année zéro (2001).
Marković també va ser professor a la Facultat d'Arts Dramàtiques de Belgrad i és membre de l'Acadèmia del Cinema Europeu a Brussel·les.
El 2017, Marković va signar la Declaració sobre la llengua comuna dels croats, serbis, bosnians i montenegrins.

## Filmografia

### Llargmetratges
| Any  | Pel·lícula                   | Director | Guionista | Productprr | Premis / Notes |
| ---- | ---------------------------- | -------- | --------- | ---------- | --- |
| 1977 | Specijalno vaspitanje        | Sí       | Sí        | No         | |
| 1979 | Nacionalna klasa do 785 ccm  | Sí       | Sí        | No         | |
| 1980 | Majstori, majstori           | Sí       | Sí        | No         | |
| 1982 | Variola Vera                 | Sí       | Sí        | No         | |
| 1985 | Tajvanska kanasta            | Sí       | Sí        | No         | |
| 1987 | Već viđeno                   | Sí       | Sí        | No         | |
| 1989 | Sabirni centar               | Sí       | Sí        | No         | Premi del públic i de la crítica al Festival internacional de cinema fantàstic d'Avoriaz, Velika zlatna arena a la millor pel·lícula |
| 1992 | Tito i ja                    | Sí       | Sí        | Sí         | Conquilla de plata al Festival Internacional de Cinema de Sant Sebastià                                                              |
| 1995 | Urnebesna tragedija          | Sí       | Sí        | No         | Premi al millor director al Festival Internacional de Cinema de Mont-real                                                            |
| 2002 | Kordon                       | Sí       | Sí        | No         | Grand Prix des Amériques al Festival Internacional de Cinema de Mont-real                                                            |
| 2008 | Turneja                      | Sí       | Sí        | No         | Premi del Públic al Festival de Cinema de Tessalònica                                                                                |
| 2013 | Falsifikator                 | Sí       | Sí        | No         | |
| 2016 | Slepi putnik na brodu ludaka | Sí       | No        | No         | Telefilm en II parts and a theatre release                                                                                           |
| 2019 | Delirijum tremens            | Sí       | Sí        | No         | Statueta Sloboda a SOFEST |

### Documentals
- Neobavezno (1970), sèrie de televisió documental en dues parts
- Glumci (1973), sèrie de televisió documental en dues parts
- Junaci (1976), sèrie de televisió documental en cinc parts
- Poludeli ljudi (1997)
- Nevažni junaci (1999)
- Serbie, année zéro (2001)
- Konstantin Koča Popović (2014)
- Mnoštvo i manjina (2017)